# Ester de Andreis
Ester de Andreis fue una escritora, poetisa y traductora española, de origen italiano y nacida en Génova (Italia) en 1901. Falleció en Ménerbes (Francia), el 19 de septiembre de 1989. Está considerada como una de las poetisas que han llevado a estudiar la autoría de poesía por parte de mujeres en los tiempos posteriores a la guerra civil española como un apartado especial dentro de la Historia de la Literatura de esos años.